# EMTEC
Emtec és una marca del grup francès Dexxon Groupe especialitzada en la venta de productes informàtics. Té la seu a Gennevilliers (França) i està present a més d'una cinquantena de països.
Formada a partir d'una escissió de BASF, originalment estava especialitzada a la fabricació de cintes d'àudio per a professionals i per l'àmbit domèstic.

## Història
En 1932, AEG cercava experts en química per millorar el so de les cintes magnètiques i varen col·laborar amb IG Farben (que anys després esdevindria BASF), creant en 1934 el primer magnetòfon que usava les cintes magnètiques de IG Farben.
A partir de 1953 comença a vendre productes al gran públic per a l'enregistrament, com cassets d'àudio (1966), disquets (1973), cintes de vídeo (1977), CDs (1996) i DVD (1999).
En 1991 BASF va adquirir el negoci de cintes magnètiques a Agfa-Gevaert i crea la subsidiaria BASF Magnetics, la qual es va escindir en 1996 i venuda l'any següent a la coreana KOHAP, Ltd., una empresa tèxtil especialitzada en el plàstic PET. Amb la compra de la empresa, es va atorgar una llicència de l'ús de nom BASF per cinc anys, però la empresa va començar un canvi progressiu de marca durant 4 anys, reanomenant-se com a Emtec Magnetics.
Degut a la crisi financera asiàtica, al 2002 l'empresa es ven a Legal and General Ventures Ltd, una companyia britànica de gestió d'actius. El 14 de gener de 2003 es declara insolvent la divisió alemanya de la empresa. Després de la declaració d'insolvència, la empresa va ser liquidada i les fàbriques tancades. A l'octubre del mateix any Imation va comprar alguns actius de la empresa (patents i llicències) per 15 milions de dòlars. En 2004 MPO France (l'antiga Moulages Plastiques de l'Ouest) es va quedar amb alguns actius de l'empresa i amb els drets de l'ús de la marca EMTEC, mentre que la neerlandesa RPGi va comprar en subhasta la maquinaria per produir les cintes analògiques. Amb aquestes màquines es varen fabricar les cintes amb la marca EMTEC fins a abril de 2012.
Al 2006 la marca es comprada pel grup Dexxon Group per a la fabricació de diferents dispositius d'emmagatzematge informàtic com memòries USB de diferents dissenys, discs durs multimèdia (2007), targes d'emmagatzematge per mòbils (2006) i discs durs SSD.